# Orgiloneura concolor
Orgiloneura concolor är en stekelart som först beskrevs av Szepligeti 1914.  Orgiloneura concolor ingår i släktet Orgiloneura och familjen bracksteklar. Inga underarter finns listade i Catalogue of Life.